# 우루밤바갈색티티
우루밤바갈색티티(Callicebus urubambensis)는 신세계원숭이에 속하는 티티원숭이의 일종이다. 남아메리카 아마존 중서부 좁은 지역의 숲에서 서식한다.